# Internationale Hochschule für Exekutives Management
Die Internationale Hochschule für Exekutives Management (c) (IHB) in Berlin war eine staatlich anerkannte private Hochschule, die zum Wintersemester 2008/09 eröffnet wurde. Trägergesellschaft ist die Gesellschaft für Bildung und Kommunikation Berlin. Die Fachhochschule stellte zum 30. September 2010 ihren Betrieb ein, nachdem die Hochschulträger aus persönlichen Gründen die staatliche Anerkennung an den Berliner Senat zurückgaben. Dies wurde auf einer Vollversammlung den Studenten und dem Personal am 15. September 2010 mitgeteilt.

## Studiengänge
Die Hochschule bot folgende Bachelor-Studiengänge an:
- Exekutives Politikmanagement
- Exekutives Sportmanagement
- Exekutives Kulturmanagement

Exekutives Sportmanagement und Exekutives Kulturmanagement wurden zusätzlich berufsbegleitend angeboten.

## Exekutives Management
Das Exekutive Management ist die Wissenschaft der Prozessgestaltung von Führungskräften. Es beschreibt die Herangehensweise und systematische Umsetzung von betriebswirtschaftlichen Zielvorgaben und skizziert Abläufe, Kommunikationsstrukturen und das zielgerichtete Nutzen von Netzwerken.

## Akademie der Praktiker
Akademie der Praktiker (AdP) war eine wöchentliche Diskussionsrunden mit Experten aus der Berufspraxis an den drei Instituten der Hochschule. Persönlichkeiten aus verschiedenen Berufsfeldern stellten ihr Tätigkeitsfeld dar und berichteten über aktuelle berufliche Herausforderungen. Die Studenten lernten auf diese Weise verschiedene berufliche Tätigkeitsfelder kennen, knüpften Kontakte und erhielten Anregung für ihre Praxisprojekte.
Highlights der AdP:
- Diskussion mit José Manuel Barroso, Rainer Eppelmann, dem Brigadegeneral a. D. Bernd Kiesheyer und dem Vorsitzenden der Naumann-Stiftung Rolf Berndt.
- Gespräche mit Oliver Scheytt, Besuche bei der Ruhr2010 und der Tourismus Salzburg GmbH
- Diskussionsrunden mit dem Leiter des Olympiastützpunktes Berlin Harry Bähr und Eberhard Gienger